# دخيل لاتيني
الدخيل اللاتينيُّ (اللاتينِسم) أو الروميُّ (الرومانِسم) هو كل لفظ دخيل أو معنى أخذته عن اللاتينية اللغات الأخرى.
كلمة لاتينسم هي لاتينيسم بحد ذاتها، فهي منقولة من كلمة latīnismus اللاتينية

## أمثلة من اللغة العربية
- كلمة الصراط أصلها لاتيني strata[بحاجة لمصدر].
- كلمة صباط (أي الحذاء) المستعملة عاميا في لبنان هي أصلها من كلمة sapato الايطالية[بحاجة لمصدر].
- كلمة طماطم المصرية دخلت من الإنجليزية tomato وهي كلمة من لغة الناواتلي في اميريكا الوسطى واصلها tomatle[بحاجة لمصدر].
- كلمة بندورة المستعملة في كل من لبنان وسوريا وفلسطين والأردن فهي أصلها ايطالية مع تعريب هي كلمة بومودورو، لان الطماطم الأولى كانت لونها صفراء وسميت كذلك لانهم ظنوا أنها فاكهة لذلك دعيت بالتفاحة الصفراء pomodoro[بحاجة لمصدر].
- كلمة اسكربينة (حذاء نسائي) العامية، فهي اصلها أيضا ايطالي أو اسباني، سكاربا escarpa ,escarpina, التي تعني الحذاء النسائي من دون كعب ويدعى الكندرة في بعض الأقطار والحذاء الرجالي منه يدعى الموكاسين وأصلها أيضا فرنسية[بحاجة لمصدر].